# Myles Peart-Harris
Myles Spencer Peart-Harris, né le 18 septembre 2002 à Isleworth en Angleterre, est un footballeur anglais qui évolue au poste de milieu de terrain ou d'ailier au Brentford FC.

## Biographie

### En club
Peart-Harris commence sa formation au centre de formation du Chelsea FC. Après onze saisons dans les équipes jeunes du club, il rejoint le Brentford FC en 2021. Il y fait ses débuts en équipe première le 21 septembre 2021, lors d’un match de Coupe de la Ligue face à l’Oldham Athletic AFC, rencontre qui se soldera par un score de 7-0. Il dispute un autre match en FA Cup avant d’être prêté en août 2022 au Forest Green Rovers FC jusqu’en janvier. Il y termine finalement la saison et, à son retour au Brentford FC, il découvre la Premier League, participant à trois rencontres de championnat. En janvier 2024, il est de nouveau prêté, cette fois au Portsmouth FC, et contribue à la montée du club en EFL Championship. Au mois d’août, il est cette fois prêté pour toute la saison au Swansea City AFC, évoluant en Championship.

### En sélection
Il dispute cinq matchs avec l'équipe d'Angleterre des moins de 16 ans en 2017 et 2018. Il est également éligible pour représenter la Jamaïque.

## Statistiques

### En club
| Saison                | Club                       | Championnat           | Championnat | Championnat | Championnat | Coupe nationale | Coupe nationale | Coupe nationale | Coupe de la Ligue | Coupe de la Ligue | Coupe de la Ligue | EFL Trophy | EFL Trophy | EFL Trophy | Total | Total | Total |
| Saison                | Club                       | Division              | M.          | B.          | P.d.        | M.              | B.              | P.d.            | M.                | B.                | P.d.              | M.         | B.         | P.d.       | M.    | B.    | P.d.  |
| 2021-2022             | Brentford FC               | Premier League        | 0           | 0           | 0           | 1               | 0               | 0               | 1                 | 0                 | 0                 | -          | -          | -          | 2     | 0     | 0     |
| 2023-2024             | Brentford FC               | Premier League        | 3           | 0           | 0           | 2               | 0               | 0               | 0                 | 0                 | 0                 | -          | -          | -          | 5     | 0     | 0     |
| 2024-2025             | Brentford FC               | Premier League        | 0           | 0           | 0           | 0               | 0               | 0               | 1                 | 0                 | 0                 | -          | -          | -          | 1     | 0     | 0     |
| Sous-total            | Sous-total                 | Sous-total            | 3           | 0           | 0           | 3               | 0               | 0               | 2                 | 0                 | 0                 | -          | -          | -          | 8     | 0     | 0     |
| 2022-2023             | Forest Green Rovers (prêt) | League One            | 40          | 5           | 4           | 2               | 0               | 0               | 1                 | 0                 | 0                 | 4          | 1          | 0          | 47    | 6     | 4     |
| 2023-2024             | Portsmouth FC (prêt)       | League One            | 12          | 2           | 0           | 0               | 0               | 0               | 0                 | 0                 | 0                 | 0          | 0          | 0          | 12    | 2     | 0     |
| 2024-2025             | Swansea City (prêt)        | Championship          | 29          | 3           | 4           | 1               | 0               | 0               | 0                 | 0                 | 0                 | -          | -          | -          | 30    | 3     | 4     |
| Total sur la carrière | Total sur la carrière      | Total sur la carrière | 84          | 10          | 8           | 6               | 0               | 0               | 3                 | 0                 | 0                 | 4          | 1          | 0          | 97    | 11    | 8     |

## Palmarès
Portsmouth FC
- Championnat d'Angleterre de D3
  - Champion en 2023-2024[10]